# Franziska Baumann
Franziska Baumann (* 9. April 1965) ist eine Schweizer Musikerin der Improvisations- und komponierten Musik (Gesang, Flöte, Live-Elektronik) und Komponistin.

## Leben und Wirken
Baumann studierte am Konservatorium Winterthur im Hauptfach Querflöte und im Nebenfach Gesang. Anschliessend absolvierte sie Improvisationskurse bei Fred Frith, Barre Phillips und George Lewis. Auch bildete sie ihre vokalen Fähigkeiten bei Stimmkünstlern wie Phil Campanella, Lauren Newton oder Joan La Barbara fort. Als Vokalistin hat sie die Ausdrucksmöglichkeiten ihrer Stimme mit Klicklauten, mikrotonalen, perkussiven, Klangfarben verändernden und sprachnahen Techniken stark erweitert. Sie tritt solistisch und mit Musikern wie Pierre Favre, Joëlle Léandre, Lê Quan Ninh, Jacques Demierre, Peter Schärli, Matthias Ziegler, oder Charlotte Hug auf. Mit Jürg Solothurnmann und Christoph Baumann bildet sie das Improvisationstrio Potage du Jour. Ihr Repertoire als Komponistin reicht von improvisierten Werken und elektroakustischen Kompositionen bis hin zu Klanginstallationen und grossen Raumklangprojekten, die sie zum Teil auf Bühnensituationen bezieht (z. B. Gletscherklangstrom, eine auf die Bühne gebrachte Raumkomposition für Gletscherklänge, Stimme und interaktiven Klang). Für DRS 2 realisierte sie sechs Hörspielmusiken. Als Artist in Residence im Amsterdamer Studio For Electro Instrumental Music (STEIM) programmierte sie einen Datenhandschuh so, dass sich mit seiner Hilfe Stimm- und Klangartikulationen direkt während einer Vorführung in Echtzeit über die Gesten beeinflussen lassen. Die Künstlerin wohnt und arbeitet bei Bern.
Ihre Konzerte führten sie in zahlreiche Länder Europas, nach Südkorea, Nordamerika, Südafrika, Australien und Neuseeland; sie trat auf einschlägigen Festivals, etwa im kanadischen Victoriaville und bei den Musiktagen in Donaueschingen, auf. Auch gab sie Seminare und Meisterkurse an verschiedenen Konservatorien und Musikhochschulen. Seit 2006 ist sie Dozentin für Vokalperformance und Improvisation an der Hochschule der Künste in Bern, wo sie auch in Forschungsprojekte zu Themen wie Klang ohne Körper und Gesture Performance involviert ist.
Stücke ihres innerhalb der zeitgenössischen Musikszene vielbeachteten Albums voice sphere, where all the frozen things went wurden einem genreübergreifenden Remix unterzogen.

## Diskographische Hinweise
- Interzones Volume I (Leo Records 2017), mit Christoph Baumann
- Go South (Leo Records 2014), mit Christoph Baumann und Jürg Solothurnmann
- Tidal Affairs (Leo Records 2010), mit Matthias Ziegler
- Voices & Tides (Leo Records 2007), mit Matthias Ziegler
- Eternal Ice Melts (soleilmoon recordings 2005; Remix durch Mick Harris, seetyca und Clemens Presser)
- Potage du Jour (Leo Records 2005)
- voice sphere, where all the frozen things went (Schweizerischer Tonkünstlerverein 2002)
- Whisperings, rec rec 2002, mit Michel Wintsch, Fred Frith, Bernard Trontin
- Opus 2 mit Christian Gilardi, Christian Graf (Altrisuoni 2002) /
- Road Movie (between the lines 1998, mit Michel Wintsch, Lucas Niggli, Martin Schütz, Gerry Hemingway and others)
- Vocal Suite (Solo, Unit Records 1997)